# PolyITAN-HP-30
PolyITAN-HP-30 — третий украинский наноспутник формата Кубсат.

## Общая информация
Наноспутник PolyITAN-HP-30 был создан в Национальном техническом университете Украины «Киевский политехнический институт имени Игоря Сикорского» к 30-летию Независимости Украины.
Наноспутник был построен исключительно на бюджетные средства, которые предоставлялись Министерством образования и науки Украины в рамках реализации соответствующих проектов-победителей конкурсов научных исследований и разработок и договора базового финансирования.

## Задача спутника
На спутнике будут проводить научный эксперимент по исследованию эффективности функционирования тепловых труб (heat pipes) различных конструкций как основного элемента систем термостабилизации космических аппаратов.

## Конструкция
Наноспутник PolyITAN-HP-30 — это типичный двухблоковый наноспутник кубической формы формата 2U Кубсат. Эта модульная конструкция очень компактного формата, где каждый модуль — это куб с гранями 100 мм. Именно поэтому PolyITAN-HP-30 — это двухюнитовый наноспутник с двумя такими модулями.

### Коммуникационная система
Все модули, разработанные при создании PolyITAN-HP-30, могут использоваться для целой серии других наноспутников. Для отслеживания полёта космического аппарата и проведения планируемых исследований в университете создан Центр с необходимым испытательным оборудованием.

## Запуск спутника
Доставка наноспутника PolyITAN-HP-30 в США для вывода его на орбиту Земли стало возможно благодаря спонсорской помощи компании «Боинг Украина», поддержке Технического университета Делфт (Нидерланды), спинофф-компания которого взяла на себя финансирование и техническое обеспечение выведения космического аппарата, Государственному космическому агентству Украины, которое способствовало решению вопросов логистики и экспорта.
Запуск наноспутника состоялся 3 января 2023 года, в 16:56 по киевскому времени, в рамках миссии Transporter-6 компании SpaceX. На ракетоносители Falcon 9 из базы ВВС США на мысе Канаверал было запущено 114 спутников, среди которых были и украинские спутники PolyITAN-HP-30 и EOS SAT-1.